# Blackpool (Nouvelle-Zélande)
Pour les articles homonymes, voir Blackpool (homonymie).
Blackpool  est une localité de l'Île Waiheke proche de l'île du Nord de la Nouvelle-Zélande.

## Toponymie
Elle fut nommée d'après Blackpool, qui est une ville important de l'Angleterre.

## Autres lectures
- (en)A. W. Reed, The Reed Dictionary of New Zealand Place Names, Auckland, Reed Books, 2002 (ISBN 0-7900-0761-4).

- New Zealand Gazetteer